# Notre-Dame-Auxiliatrice-de-Buckland
| Notre-Dame-Auxiliatrice-de-Buckland |                       |
| Buckland Vue Route Saint-Louis.jpg  |                       |
| Coordenadas: 46º37'N, 70º33'W       |                       |
| Província                           | Quebec                |
| Região administrativa               | Chaudière-Appalaches  |
| Incorporado em                      | 1 de janeiro de 1855  |
| Prefeito                            | Robert Lejeune        |
| Código postal                       | 19010                 |
|                                     |                       |
| Área                                |                       |
| - Cidade                            | 96,32 km², 38,6 mi²   |
| Fuso horário                        | UTC -5                |
| População (2006)                    |                       |
| - Cidade                            | 806                   |
| - Densidade                         | 8 hab/km², 21 hab/mi² |

Notre-Dame-Auxiliatrice-de-Buckland é uma municipalidade canadense do conselho  municipal regional de Bellechasse, Quebec, localizada na região administrativa de Chaudière-Appalaches. Em sua área de pouco mais de 96 km, habitam cerca de 800 pessoas.